# モーニングレース
モーニングレースとは、公営競技において通常の時間帯より早く開催し、実施される競走の通称である。
開催の名称は、各公営競技において様々な名称がつけられている。

## ボートレース
ボートレースでは、ボートレース芦屋で2010年7月9日より公営競技では初となる「モーニングレース」として「サンライズレース」を実施している。これは9時半頃に第1競走を行い（9時過ぎにスタート展示を実施）、15時前に最終第12競走を行うもので、他場のナイター競走と時間帯が重複しないように移動させたものである。
当初は同年10月19日までの予定だったが、好評を得たことから、以降も継続して開催されることになったほか、2011年2月よりボートレース徳山で「グッドモーニング徳山」を、同年4月よりボートレース唐津で「朝ドキ!からつ」を、2018年度からはボートレース鳴門が9月 - 翌年3月にかけて、ボートレース三国が4月 - 10月にかけて、ほぼ同じ時間帯で実施するようになった。2023年現在は、三国・芦屋・徳山・唐津・鳴門の5場が通年で実施している（三国は2022年ごろまでは12・1月はデー開催だった）。
特にモーニングレースの場合は、本場の来場者数減少や、序盤戦の1-2レースにおいて、スタート展示、周回展示といった一連のレース前のリハーサルが十分に見ることができないといった課題もあるが、電話投票（テレボート）の利用者の売り上げが向上している傾向から、各地で導入の傾向が進んでいる。
SG・GI・GII競走の本場開催については基本的にモーニングレースとしては実施されていない。しかし、2022年2月、ボートレース鳴門においてGI四国地区選手権が、GII以上の競走としては史上初めてモーニングレースとして開催された。同競走については翌2023年2月にもモーニングレースとして開催されている。

## 競輪
競輪でも岸和田競輪場が2012年5月4日から6日の開催において「岸和田モーニング945」として9時45分に第1競走を実施し、最終競走を14時50分に実施するモーニングレースが行われた。
その後JKAより「モーニング競輪」として実施する競輪場を増やして試行することが発表され、高知競輪場が「グッドモーニング900（キューマルマル）」として11月1日から3日、別府競輪場が「9時からだョ!全員集合!」として11月3日から5日、防府競輪場が「モーニングレース」として11月5日から7日、豊橋競輪場が11月26日から28日にそれぞれ行われ、いずれも第1競走は9時00分に発走された。
2013年も夏季に開催されることになり、上述の4場に加え佐世保競輪場でも7月4日から6日まで行われた。また、高知競輪場でも10月、11月の2開催で実施された。2014年も新たに小松島、武雄、熊本の3場が実施場所に加わった。前述の場のうち佐世保、高知、防府、別府でも引き続き実施される。また2015年も新たに宇都宮競輪場が実施場所に加わった。2018年も新たに伊東温泉競輪場でも実施される。2019年も新たに青森競輪場でも実施される。2020年も新たに西武園競輪場や大宮競輪場や小田原競輪場やいわき平競輪場や取手競輪場でも実施される。2021年も新たに立川競輪場や奈良競輪場や松山競輪場でも実施される。2022年も新たに松戸競輪場・名古屋競輪場でも実施される。
2017年10月からミッドナイト競輪と同じ7車立て7レースをA級1・2班戦とA級3班戦に節を分けて試行している。現在は、場によってはF2開催を全てモーニング7にしている場もある。
反響は良く、2017年度のモーニング競輪は対前年度比で115.2%となるなど、売り上げは好調である。ファンからのニーズも高く、半年先まで決まっている開催スケジュールの中では当初開催予定の無かった競輪場で追加開催が発表されるほどになっている（2021年2月に高知で2開催、立川で1開催、それぞれ追加されている）。
2019年8月10日の開催から、一部の競輪場で第1レース開始時刻を従来より20分前倒しして8時30分とする試行開催を実施している。

## オートレース
オートレースでは、2021年度よりオートレース発売が無い空白時間帯（他場で開催されるナイターグレードレース前）での新たな開催として浜松オートレース場にて『浜松アーリーレース』の試行開催をJKAより発表。
浜松アーリーレースは「有観客開催」で、本場･場外･ネット及び電話投票にて車券発売を行う。
3日間開催、7車立て8レースもしくは9レース制で、概ね10時から14時の間に発走する。2021年度は5月28日から8月29日の間に4開催実施された。
2022年度は、3日間開催の7車立て9レース制で、2022年5月27日から9月11日の間に5開催で実施。開催時刻は、試走開始が9時40分、発走時間は第1レースで概ね10時頃、最終9レースは14時頃に発走する。

## 地方競馬
福山競馬では廃止数年前から、「モーニングレース」と称し、第1レースに馬の実力差がはっきりしているガチガチの少頭数レースが行われていた。
レース名は「おはようモーニングとく戦」だった。